# Liste der Nummer-eins-Hits in den Cash Box Charts (1987)
Diese Liste enthält alle Nummer-eins-Hits in den amerikanischen Cash Box Charts im Jahr 1987. Es gab in diesem Jahr 29 Nummer-eins-Singles.
| Singles |
| --- |
| - Wang Chung – Everybody Have Fun Tonight - 3 Wochen (27. Dezember 1986 – 16. Januar 1987) - Gregory Abbott – Shake You Down - 2 Wochen (17. Januar – 30. Januar) - Billy Vera & the Beaters – At This Moment - 1 Woche (31. Januar – 6. Februar) - Madonna – Open Your Heart - 1 Woche (7. Februar – 13. Februar) - Bon Jovi – Livin’ on a Prayer - 4 Wochen (14. Februar – 13. März) - Huey Lewis and the News – Jacob’s Ladder - 1 Woche (14. März – 20. März) - Club Nouveau – Lean on Me - 2 Wochen (21. März – 3. April) - Starship – Nothing’s Gonna Stop Us Now - 3 Wochen (4. April – 24. April) - Aretha Franklin & George Michael – I Knew You Were Waiting (For Me) - 1 Woche (25. April – 1. Mai) - Cutting Crew – (I Just) Died in Your Arms - 2 Wochen (2. Mai – 15. Mai) - U2 – With or Without You - 3 Wochen (16. Mai – 5. Juni) - Atlantic Starr – Always - 2 Wochen (6. Juni – 19. Juni) - Lisa Lisa and Cult Jam – Head to Toe - 2 Wochen (20. Juni – 3. Juli) - Whitney Houston – I Wanna Dance with Somebody (Who Loves Me) - 2 Wochen (4. Juli – 17. Juli) - Heart – Alone - 2 Wochen (18. Juli – 31. Juli) - Bob Seger – Shakedown - 1 Woche (1. August – 7. August) - U2 – I Still Haven’t Found What I’m Looking For - 2 Wochen (8. August – 21. August) - Madonna – Who’s That Girl - 1 Woche (22. August – 28. August) - Los Lobos – La Bamba - 2 Wochen (29. August – 11. September) - Michael Jackson und Siedah Garrett – I Just Can’t Stop Loving You - 2 Wochen (12. September – 25. September) - Whitney Houston – Didn’t We Almost Have It All - 1 Woche (26. September – 2. Oktober) - Whitesnake – Here I Go Again - 2 Wochen (3. Oktober – 16. Oktober) - Lisa Lisa and Cult Jam – Lost in Emotion - 1 Woche (17. Oktober – 23. Oktober) - Michael Jackson – Bad - 2 Wochen (24. Oktober – 6. November) - Tiffany – I Think We’re Alone Now - 2 Wochen (7. November – 20. November) - Billy Idol – Mony Mony - 1 Woche (21. November – 27. November) - Bill Medley and Jennifer Warnes – (I’ve Had) The Time of My Life - 1 Woche (28. November – 4. Dezember) - Belinda Carlisle – Heaven Is a Place on Earth - 1 Woche (5. Dezember – 11. Dezember) - George Michael – Faith - 5 Wochen (12. Dezember 1987 – 15. Januar 1988) |